# عباس بن شيت
كان عباس بن شيت ملك من سلالة الغوريون. أطاح بعمه أبو علي بن محمد عام 1035، وتولى العرش الغوري. خلال فترة حكمه اللاحقة، طلب نبلاء غور المساعدة من السلطان الغزنوي إبراهيم، الذي سار نحو غور وخلع عباس بن شيت. خلف عباس ابنه محمد بن عباس، الذي وافق على دفع الخراج إلى الغزنويين.